# Molophilus declinatus
Molophilus declinatus är en tvåvingeart som beskrevs av Günther Theischinger 1999. Molophilus declinatus ingår i släktet Molophilus och familjen småharkrankar. Inga underarter finns listade i Catalogue of Life.